# Jacob Une Larsson
Jacob Une Larsson (Estocolmo, 8 de abril de 1994) es un futbolista sueco que juega en la demarcación de defensa para el Djurgårdens IF de la Allsvenskan.

## Selección nacional
Tras jugar con la selección de fútbol sub-17 de Suecia, la selección de fútbol sub-19 de Suecia, la sub-21 y la sub-23, finalmente hizo su debut con la selección absoluta el 12 de enero de 2017 en un partido amistoso contra Eslovaquia que finalizó con un resultado de 0-6 a favor del combinado sueco tras los goles de Alexander Isak, David Moberg Karlsson, Per Frick, Saman Ghoddos y un doblete de Sebastian Andersson.

### Participaciones en Juegos Olímpicos
| Juegos Olímpicos    | Sede   | Resultado      | Partidos | Goles |
| ------------------- | ------ | -------------- | -------- | ----- |
| Río de Janeiro 2016 | Brasil | Fase de grupos | 2        | 0     |

## Clubes
| Club              | País   | Año       | Partidos | Goles |
| ----------------- | ------ | --------- | -------- | ----- |
| IF Brommapojkarna | Suecia | 2011-2015 | 109      | 11    |
| Djurgårdens IF    | Suecia | 2016-2022 | 175      | 14    |
| Panetolikos       | Grecia | 2022-2023 | 44       | 0     |
| Djurgårdens IF    | Suecia | 2023-     | 49       | 0     |

## Palmarés

### Campeonatos nacionales
| Título         | Club           | País   | Año  |
| -------------- | -------------- | ------ | ---- |
| Copa de Suecia | Djurgårdens IF | Suecia | 2018 |
| Allsvenskan    | Djurgårdens IF | Suecia | 2019 |